# لاري هينيغ
لاري هينيغ (بالإنجليزية: Larry Hennig)‏ هو مصارع محترف أمريكي، ولد في 18 يونيو 1936 في منيابولس في الولايات المتحدة، وتوفي في 6 ديسمبر 2018 في تالاهاسي في الولايات المتحدة بسبب قصور كلوي.

## وصلات خارجية
- لاري هينيغ على موقع WrestlingData.com (الإنجليزية)
- لاري هينيغ على موقع CageMatch worker (الإنجليزية)
- لاري هينيغ على موقع قاعدة بيانات المصارعة على الإنترنت (الإنجليزية)
- لاري هينيغ على موقع عالم المصارعة على الإنترنت (الإنجليزية)
- لاري هينيغ على موقع عالم المصارعة على الإنترنت (الإنجليزية)
- لاري هينيغ على موقع IMDb (الإنجليزية)
- لاري هينيغ على موقع قاعدة بيانات الفيلم (الإنجليزية)